# Абасидски халифат
Абасидският халифат (на арабски: الخلافة العباسية الإسلامية), наричан и Багдадски халифат, е историческа държава в Близкия изток, съществувала от средата на VIII до средата на XIII век. Тя е оглавявана от династията на Абасидите, установила третия ислямски халифат след Праведния халифат и Омаядския халифат.
Абасидите произхождат от чичото на ислямския пророк Мохамед Абас ибн Абд ал-Муталиб и утвърждават властта си след 750 година, като свалят Умаядите и ги прогонват в Ал-Андалус. Те управляват от своята столица Багдад, превърнала се в един от основните центрове на тогавашния свят. От средата на X век властта им постепенно отслабва за сметка на засилването на местни династии, като Аглабидите и Фатимидите, както и на нашествието на тюркските народи и засилването на влиянието на наемните войски мамелюци.
След превземането на Багдад от монголците през 1258 година Абасидите не успяват да си върнат властта и през 1261 година оцелелите им потомци се установяват в Кайро, столица на Мамелюкския султанат. Продължават да изпълняват ролята на халифи – религиозни водачи на мюсюлманите по света – но играят само церемониална роля. През 1519 година с превземането на Египет от османските турци тази титла им е отнета и преминава към султана на Османската империя.

## История

### Установяване
Абасидските халифи официално защитават правата си със своя произход от Абас ибн Абд ал-Муталиб (566 – 652), един от по-младите чичовци на пророка Мохамед. Те се смятат за законни наследници на Пророка, за разлика от Умаядите, които произлизат от клан в племето курейши, но различен от този на Мохамед.
При управлението на халифа Омар II Мохамед ибн Али, правнук на Абас ибн Абд ал-Муталиб, оглавява движение, поставящо си за цел връщането на властта на рода на Мохамед. Той подлага на критика нравствеността на умаядските халифи, както и ефективността на тяхното управление. Сред неговите поддръжници са както арабски заселници в Иран и Централна Азия, така и много мауали, мюсюлмани от неарабски произход, смятани за низша класа в държавата на Умаядите. Първоначално Абасидите се ползват и с подкрепата на някои шиитски групи, които също се борят срещу властта на Умаядите.
При управлението на Маруан II опозиционното движение прераства във въоръжено въстание, оглавено от Ибрахим, син на Мохамед ибн Али. Базиран в Хорасан, той постига известни успехи, но през 747 г. е заловен и умира в затвора. Бунтът е оглавен от неговия брат Абул Абас ас-Сафах, който през 750 г. разгромява Умаядите в битката при Заб и е обявен за халиф.
Веднага след победата си в Ирак Ас-Сафах изпраща свои войски в Северна Африка, както и в Централна Азия, където абасидските сили спират настъплението на китайската империя Тан в битката при Талас. В сражението са пленени много китайци, сред които и занаятчии, построили в Багдад първата регистрирана в историческите извори фабрика за хартия. Това техническо нововъведение поставя началото на период на интелектуален възход в ислямския свят.
Халиф Ас-Сафах умира през 754 година и е наследен от своя брат Ал-Мансур. През 762 г. той премества столицата на империята от Харан в Багдад на река Тигър, където Абасидският халифат достига най-големия си блясък. Новата столица е разположена по-близо до Иран, където са концентрирани много от поддръжниците на династията. Създадена е нова позиция, везир, с цел да упражнява централната власт, а властта на местните емири е увеличена. Халифите при Абасидите имат по-церемониална роля, отколкото при Умаядите, а везирите започват да оказват голямо влияние. На мястото на предишната арабска аристокрация идва персийска бюрокрация.
При свалянето на Умаядите от власт, които са обезвластени, но не и унищожени, Абасидите разчитат главно на подкрепата на персите. Ал-Мансур приветства не-арабски мюсюлмани в своя дворец. Това помага за интеграцията на арабската и персийската култура, но в същото време отчуждава много от арабските им поддръжници, най-вече Хорасанските араби, които са ги подкрепили в битките срещу Умаядите. Тези пукнатини в подкрепата им водят до по-късни проблеми. Единственият оцелял член на Умаядската династия успява да достигне до Иберия, тогава известна Ал-Андалус, където се провъзгласява за независим емир (Абд ал-Рахман I, 756 г.). През 929 г. неговият потомък Абд ал-Рахман III приема титлата халиф, а столицата си Кордоба като алтернатива на Багдад за легитимна столица на халифата.
През 756 г. абасидският халиф ал-Амсур изпраща 4000 арабски наемници да помогнат на китайската династия Тан в битката с Ан Лушан. След края на войната те остават в Китай. Арабският халиф Харун ал-Рашид създава съюз с Китай. Няколко посолства на абасидските халифи в Китай са записани в аналите на Т'анг; най-важните от които са тези на Ас-Сафах, основателя на новата династия, това на ал-Мансур, строителя на Багдад и това на Харун ал-Рашид. Абасидите или „черните флагове“, както често са наричани, са познати в китайската история като „Черно-облечените араби“.

### Упадък на централната власт
През втората половина на VIII век управлението на Абасидите се изправя пред политически предизвикателства, причинени от специфичната география на империята и ограничените комуникации. Местните управители, които действат по-правило предимно независимо, започват да упражняват все по-голяма автономия, като използват нарастващата си сила, за да предадат постовете си по наследство. В отговор централната власт извършва редица административни промени, за да запази контрола над по-отдалечените провинции. Първи се откъсват отдалечените територии в Андалус, където оцелели потомци на Омаядите, започвайки с Абд ал-Рахман I, се провъзгласяват за емири. В Сирия и Мала Азия продължават военните действия срещу Византийската империя, макар и минимални през този период.
В същото време, Абасидите се изправят и пред предизвикателства близо до централната власт. Халиф Харун ал-Рашид (786 – 809) се разправя с Бармакидите, персийски род, дотогава съюзник, който е добил значителна власт в рамките на администрацията на държавата..
Упадъкът се засилва при наследниците на Харун ал-Рашид, макар властването на сина му Мамун (813 – 833 г.) да се счита за част от периода на военно и политическо могъщество. През 820 г. Саманидите започват да упражняват независима власт в Трансоксиана и Хорасан, както и шиитската династия на Хамданидите в Северна Сирия. Те са последвани от Тахиридите и Сафаридите в Иран. Към началото на X век, Абасидите почти изгубват контрол над Ирак за сметка на различни емири и халиф Ал-Ради е принуден да признае тяхната власт, като създава титлата „Принц на принцовете“ (amir al-umara). Малко след това във властта навлиза персийският род Буиди, по произход от Дайлам, и поема контрола над администрацията в Багдад. Според историята на Ибн Мискавех, те започват да раздават на поддръжниците си икти (вид феодално владение).
Извън Ирак, всички автономни провинции бавно се превръщат в де факто държави с наследствен владетел, собствени армии и приходи, и сюзеренитетът на халифите се запазва само номинално, което се отразява зле на хазната. Типичен пример за такава провинция е Синд, в която емирите от рода Соомро придобиват контрол и управляват цялата провинция от столицата ѝ Мансура.
Подобно на тях Махмуд Газневи превръща провинциалния град Газни в процъфтяващ център на обширна империя, включваща днешен Афганистан, по-голямата част от съвременен Иран и части от Пакистан и Северна Индия. Той първи приема титлата султан, в противовес на емир, която се използва в по-общ смисъл, отбелязвайки по този начин независимостта на Газневидската държава от халифата.
И други части от Абасидската империя започват да се провъзгласяват за независими, а след X век някои от тях дори се самопровъзгласяват за халифати, например Ал-Андалус и Египет. В Кайро се настанява исмаилитската династия на Фатимидите, която оспорва дори титулярната роля на Абасидите в ислямската умма. Те подкрепят шиитските квартали в Багдад (като Карх), макар че Багдад е най-тясно свързан с халифата, дори и по време на Буидите и селджуците. Белите знамена на Фатимидите контрастират с черните на Абасидите, а предизвикателството им към централната власт завършва едва с упадъка им през XII век.
Въпреки силата на Буидските емири, Абасидите запазват висшата си церемониална роля в Багдад, както е описано от Хилал Ал Саби, и запазват влияние върху града, както и върху религиозния живот на халифата. Когато мощта на Буидите отслабва след смъртта на Баха ал-Даула, халифатът в известна степен се възстановява. Със залеза на Буидската династия се създава вакуум, който в крайна сметка е запълнен от династията на селджуците. Когато емирът и бивш роб Басасири развява шиитското знаме на Фатимидите в Багдад през 1058 г., халиф Ал-Хаим не е в състояние да го победи без външна помощ. Отново Абасидите са принудени да се справят с превъзхождаща ги военна сила. Селджукският султан Тогрул I помага на сунитите, като превзема Багдад, но установява своя династия. Наследилите го султани Алп Арслан и Маликаш, както и техният везир Низам ал-Мулк пребивават в Персия, но запазват властта си над Абасидите в Багдад.
Когато властта на селджуците започва да отслабва през XII век, Абасидите правят опити за постигане на по-голяма независимост. Халиф Ал-Мустаршид е първият владетел от династията, успял отново да изгради армия, способна да отговори на селджукското предизвикателство в битка, но все пак е победен през 1135 г. и убит. Халиф Ал-Мугтафи е първият, успял да възвърне пълната военна независимост на халифата с помощта на своя везир Ибн Хубайра. След близо 250 години на подчинение на чужди династии, той успешно защитава Багдад срещу селджуците при обсадата на града през 1157 г. По времето на Ал Насир халифатът е на власт в целия Ирак, базиран на голяма част от суфийските организации, които оглавява самият халиф.
По-късно, някои военачалници и родове придобиват голяма политическа власт и халифите стават по-скоро религиозни предводители.
Последният халиф Ал-Мустазим (1242 – 1258) е убит от монголците, които по това време превземат Багдад. Монголският хан Хулагу влиза в града на 10 февруари 1258 г. след десетдневна обсада. В съответствие с монголската забрана за проливане на царска кръв, по заповед на Хулагу Ал-Мустазим е увит в килим и стъпкан до смърт от коне на 20 февруари. Семейството на халифа също е избито, с изключение на най-младия му син, който е изпратен в Монголия, и една дъщеря, превърната в робиня в харема на монголския хан.

### Абасидите в Египет
Един от Абасидите – ал-Мустанзир – успява да избяга в Египет, където три години по-късно халифатът е възстановен под контрола на мамелюците. За да легитимират управлението си, мамелюците се обявяват за защитници на исляма и търсят потвърждение за легитимността на властта си от халифа. Мамелюкът Байбарс провъзгласява ал-Мустанзир за халиф, а той на свой ред провъзгласява Байбарс за султан. Освен това халифът признава властта на мамелюкския султан над Египет, Сирия, Месопотамия, Диарбекир, Хиджаз и Йемен, както и върху всяка територия, отвоювана от кръстоносците или монголите. Наследниците на ал-Мустанзир продължават да носят титлата халиф, но нямат никаква реална власт в управлението:с. 30 – 1.
Този последен клон на династията се задържа на власт до 1517 г., когато османските турци превземат Египет и Сирия. Династията завършва с Ал-Мутавакил III, който е пленен от Селим I и закаран в Цариград, където изпълнява церемониални функции до смъртта си през 1543 г.

## Държавно устройство
Установена е трайно и структурата на държавата. На върха ѝ стои халифът, върховен духовен и светски владетел и собственик на цялата земя на халифата:с. 173. Той управлява с помощта на везири, като службата заемат предимно перси, приели исляма. Военната сила на халифата е армията, набрана от наемници. Начело на съдопроизводството, основано на шариата, стои кадия.
Доказано е, че абасидските халифи оформят администрацията си по подобие на Сасанидите. Синът на Харун ал-Рашид, Ал-Мамун (чиято майка е персийка), дори е цитиран да казва:
| „ | Персите са управлявали в продължение на хиляди години и не са се нуждаели от нас, арабите, дори и за ден. Ние ги управляваме век или два и не можем да се справим без тях дори и за час | “ |

## Култура
Ислямският златен век започва към средата на 8 век със създаването на Абасидския халифат и преместването на столицата от Дамаск в Багдад. Абасидите са повлияни от заповедите на Корана и Хадис като „мастилото на учения е по-свещено от кръвта на мъченик“ подчертаващо ценността на знанието. През този период ислямският свят става интелектуален център за наука, философия, медицина и образование, като Абасидите защитават каузата на знанието и основават „Дом на мъдростта“ в Багдад, където и мюсюлмански и не-мюсюлмански учени превеждат и събират всичката информация известна на света на арабски. Много класически творби на Античността, които иначе биха били изгубени, са преведени на арабски и персийски и впоследствие на турски, иврит и латински. През този период мюсюлманският свят е като котел на култури, които събира, синтезира и значително напредва знанията получени от древноримската, китайската, индийската, персийската, египетската, северно африканската, гръцката и византийската цивилизация.

### Наука
Управленията на Харун ал-Рашид (786 – 809) и неговите наследници насърчават епоха на големите интелектуални постижения. До голяма степен това е резултат от схизматичните сили, които подкопават омаядската власт, която се основава на твърдението за превъзходството на арабската култура като част от претенциите си за легитимност, и на абасидското толериране на неарабските мюсюлмани.
Редица средновековни мислители и учени, живеещи по време на ислямското управление, изиграват значителна роля при предаването на ислямската наука на християнския Запад. Например, те допринасят за запознаването на християнска Европа с учението на Аристотел. Освен това, през този период е преоткрита голяма част от александрийските математически, геометрични и астрономически знания, като тази на Евклид и Клавдий Птолемей. Тези преоткрити математически знания, по-късно са развити от други ислямски учени, особено в трудовете на персийските учени Ал-Бируни и Абу Насър Мансур.
По това време персийският учен Мохамед ал-Хорезми значително развива алгебрата в забележителния си труд „Кратка книга за смятането с приведение и двустранно отнемане“ (на арабски: الكتاب المختصر في حساب الجبر والمقابلة), от който произлиза и самия термин алгебра. Поради това, той е считан от някои за „бащата на алгебрата“,, макар че това прозвище е приписвано и на гръцкия математик Диофант. Термините алгоризъм и алгоритъм също произлизат от името на Ал-Хорезми, който има и значителна роля за популяризирането на арабските цифри и индийско-арабската цифрова система извън границите на Индийския субконтинент.
Ибн ал-Хайтам (Алхацен) разработва основата на научния метод в своята „Книга за оптиката“ (1021 г.). Особено важно е емпиричното доказателство за теорията за навлизане на светлината (която се състои в това, че светлинните лъчи се възприемат от очите, а не са излъчвани от тях). За развитието на научните методи, Ибн ал-Хайтам е наричан „първият учен“.
Медицината напредва особено много по време на управлението на Абасидите. През 9 век, в Багдад има над 800 лекари и се извършват големи открития в естеството на анатомията и болестите. По това време е направено ясно разграничение между дребна и едра шарка. Известният персийски учен Ибн Сина (известен на Запад като Авицена), публикува трактати и изследвания, обобщаващи огромното количество натрупани знания, и оказва голямо влияние чрез енциклопедиите си „Канон на медицината“ и „Книга на лечението“. Неговите трудове, както и тези на много други, пряко повлияват научните изследвания на европейските учени по време на Ренесанса.
Астрономията е развита от Ал-Батани, който подобрява точността на измерване на прецесията на земната ос. Корекциите, направени в геоцентричния модел от Насир ал-Дин ал-Туси, Муаяд ал-Урди и Ибн ал-Шатир, по-късно са включени в Коперниковия хелиоцентричен модел. Астролабията, първоначално разработена от гърците, е доразвита от ислямските астрономи и инженери, и впоследствие разпространена в средновековна Европа.
Мюсюлманските алхимици също повлияват средновековната европейска алхимия, особено благодарение на Джабир ибн Хайян (Джебер). Голям брой химични процеси (като дестилацията) са разработени в мюсюлманския свят и след това разпространени и в Европа.

### Философия
Едно от основните определения на „ислямската философия“ е „философският стил произведен в рамките на ислямската култура“. Ислямската философия, според тази дефиниция нито е задължително да се занимава с религиозните въпроси, нито е създавана само от мюсюлмани. Техните трудове на Аристотел са ключова стъпка в предаването на знанията на древните гърци до ислямския свят и запада. Те често поправят философа, насърчавайки оживен дебат в духа на иджитихад. Те също пишат влиятелни философски трудове и тяхното мислене е включено в християнската философия през Средновековието, по-специално при Тома Аквински.
Трима мислители, Кинди, Фараби и Авицена, комбинират аристотелизма и неоплатонизма с други идеи, въведени от исляма. Други влиятелни мюсюлмански философи в халифатите са ал-Джаних и Ибн ал-Хайтам.

### Технология
В областта на технологиите, мюсюлманския свят възприема производството на хартия от Китай. Познанието за барута също идва от Китай, като в ислямските страни за първи път се разработват формулите за чист калиев нитрат и експлозивния ефект на барута.
Направени са редица подобрения в напояването и селското стопанство, чрез използването на нови технологии като вятърната мелница. Култури като бадем и цитрусови плодове се разпространяват в Европа през Ал-Андалус, а европейците постепенно възприемат и отглеждането на захар. Арабските търговци доминират търговията в Индийския океан до идването на португалците през 16 век. Важен център на тази търговия е държавата Ормуз. По това време съществува и широка мрежа от търговски пътища в Средиземно море, по които мюсюлманските страни търгуват помежду си и с европейски държави като Венеция, Генуа и Каталония.
Мюсюлманските инженери и учени въвеждат редица нови приложения на водната енергия и полагат началото на употребата на енергията на приливите, вятърната енергия и нефтопродуктите (по-специално чрез дестилацията им в керосин). Индустриалната употреба на воденицата датира от 7 век. По време на кръстоносните походи, във всяка провинция в мюсюлманския свят има функциониращи мелници, от Ал-Андалус и Северна Африка до Близкия изток и Централна Азия. Тези мелници извършват голямо разнообразие от селскостопански и производствени задачи. Мюсюлманските инженери разработват и машини (например помпи), включващи колянов вал, въвеждат зъбни колела в мелниците и машините за изкачване на вода, и използват язовири, за да осигурят допълнително захранване на водениците.
Този напредък прави възможно изпълнението на много задачи, които преди това са били извършвани чрез ръчен труд с помощта на машини. Промишлената употреба на водната енергия се разпространява от ислямска към християнска Испания, където (за първи път в Каталония) изникват тепавици, места за производство за хартия, както и ковачници, използващи енергията на водата.
Редица манифактури са създадени по време на т.нар. арабска земеделска революция, включително първообразът на индустриалното производство на текстил, захар, въжета, рогозки, коприна и хартия. Латински превод от 12 век предава в Европа редица знания по химия и производството на инструменти. Индустриите, свързани със селското стопанство и ръчните занаяти, също бележат високи нива на растеж през този период.